# Équipe d'Iran de futsal
Maillots
L'équipe d'Iran de futsal est la sélection de joueurs iraniens représentant le pays lors des compétitions internationales de futsal masculin, sous l'égide de la Fédération d'Iran de football.

## Histoire
L'Iran termine à la troisième place lors de la Coupe du monde 2016, une première pour une équipe asiatique. L'équipe écarte notamment le Brésil en huitième de finale.
En 2021, l'Iran dispute son huitième Mondial, opposé à la Serbie, les États-Unis et l’Argentine dans le Groupe F.

## Résultats sportifs
L'Iran domine le futsal de l'AFC avec douze sacres continentaux sur les quinze premières éditions du Championnat d'Asie de futsal.

### Palmarès
- Coupe du monde de futsal
  - 3e en 2016
- Championnat d'Asie de futsal (13)
  - Champion : 1999, 2000, 2001, 2002, 2003, 2004, 2005, 2007, 2008, 2010, 2016, 2018, 2024
  - Finaliste : 2014, 2022
  - 3e : 2006 et 2012

### Performances dans les principaux tournois
- Les matchs nuls incluent les rencontres terminées par tirs-au-but.
- Les cadres rouges indiquent les tournois joués en Iran.

#### Coupe du monde
| Coupe du monde de futsal | Coupe du monde de futsal | Coupe du monde de futsal | Coupe du monde de futsal | Coupe du monde de futsal | Coupe du monde de futsal | Coupe du monde de futsal | Coupe du monde de futsal | Coupe du monde de futsal | Coupe du monde de futsal |
| Édition                  | Tour                     | J                        | V                        | N*                       | D                        | Bp                       | Bc                       | Diff                     |                          |
| ------------------------ | ------------------------ | ------------------------ | ------------------------ | ------------------------ | ------------------------ | ------------------------ | ------------------------ | ------------------------ | ------------------------ |
| 1989                     | Non participant          | Non participant          | Non participant          | Non participant          | Non participant          | Non participant          | Non participant          | Non participant          |                          |
| 1992                     | 4e place                 | 8                        | 5                        | 0                        | 3                        | 36                       | 30                       | +6                       |                          |
| 1996                     | Tour 1                   | 3                        | 1                        | 0                        | 2                        | 12                       | 13                       | -1                       |                          |
| 2000                     | Tour 1                   | 3                        | 1                        | 0                        | 2                        | 6                        | 9                        | -3                       |                          |
| 2004                     | Tour 1                   | 3                        | 1                        | 0                        | 2                        | 9                        | 13                       | -4                       |                          |
| 2008                     | Tour 2                   | 7                        | 4                        | 2                        | 1                        | 24                       | 19                       | +5                       |                          |
| 2012                     | Quart de finale          | 4                        | 2                        | 1                        | 1                        | 9                        | 8                        | +1                       |                          |
| 2016                     | 3e place                 | 7                        | 2                        | 3                        | 2                        | 22                       | 24                       | -2                       |                          |
| 2021                     | Quart de finale          | 5                        | 3                        | 0                        | 2                        | 19                       | 17                       | +2                       |                          |
| 2024                     | Huitième de finale       | 4                        | 3                        | 0                        | 1                        | 23                       | 10                       | +13                      |                          |
| Total                    | 9/10                     | 44                       | 22                       | 6                        | 16                       | 160                      | 144                      | +16                      |                          |

#### Championnat d'Asie
| Championnat d'Asie de futsal | Championnat d'Asie de futsal | Championnat d'Asie de futsal | Championnat d'Asie de futsal | Championnat d'Asie de futsal | Championnat d'Asie de futsal | Championnat d'Asie de futsal | Championnat d'Asie de futsal | Championnat d'Asie de futsal | Championnat d'Asie de futsal |
| Édition                      | Tour                         | J                            | V                            | N*                           | D                            | Bp                           | Bc                           | Diff                         |                              |
| ---------------------------- | ---------------------------- | ---------------------------- | ---------------------------- | ---------------------------- | ---------------------------- | ---------------------------- | ---------------------------- | ---------------------------- | ---------------------------- |
| 1999                         | Champion                     | 6                            | 6                            | 0                            | 0                            | 90                           | 7                            | +83                          |                              |
| 2000                         | Champion                     | 6                            | 6                            | 0                            | 0                            | 56                           | 10                           | +46                          |                              |
| 2001                         | Champion                     | 7                            | 7                            | 0                            | 0                            | 97                           | 13                           | +84                          |                              |
| 2002                         | Champion                     | 6                            | 6                            | 0                            | 0                            | 61                           | 7                            | +54                          |                              |
| 2003                         | Champion                     | 6                            | 6                            | 0                            | 0                            | 60                           | 13                           | +47                          |                              |
| 2004                         | Champion                     | 7                            | 7                            | 0                            | 0                            | 81                           | 12                           | +69                          |                              |
| 2005                         | Champion                     | 8                            | 6                            | 1                            | 1                            | 58                           | 15                           | +43                          |                              |
| 2006                         | 3e place                     | 5                            | 4                            | 0                            | 1                            | 46                           | 12                           | +34                          |                              |
| 2007                         | Champion                     | 6                            | 6                            | 0                            | 0                            | 50                           | 9                            | +41                          |                              |
| 2008                         | Champion                     | 6                            | 6                            | 0                            | 0                            | 48                           | 2                            | +46                          |                              |
| 2010                         | Champion                     | 6                            | 6                            | 0                            | 0                            | 57                           | 9                            | +48                          |                              |
| 2012                         | 3e place                     | 6                            | 5                            | 0                            | 1                            | 45                           | 9                            | +36                          |                              |
| 2014                         | Finaliste                    | 6                            | 5                            | 1                            | 0                            | 52                           | 8                            | +44                          |                              |
| 2016                         | Champion                     | 6                            | 6                            | 0                            | 0                            | 48                           | 4                            | +44                          |                              |
| 2018                         | Champion                     | 6                            | 6                            | 0                            | 0                            | 50                           | 6                            | +44                          |                              |
| 2022                         | Finaliste                    | 6                            | 5                            | 0                            | 1                            | 39                           | 5                            | +34                          |                              |
| 2024                         | Champion                     | 6                            | 5                            | 1                            | 0                            | 25                           | 9                            | +16                          |                              |
| Total                        | 17/17                        | 105                          | 98                           | 3                            | 4                            | 963                          | 150                          | +813                         |                              |

#### Jeux asiatiques d'intérieur et d'arts martiaux
| Asian Indoor and Martial Arts Games record | Asian Indoor and Martial Arts Games record | Asian Indoor and Martial Arts Games record | Asian Indoor and Martial Arts Games record | Asian Indoor and Martial Arts Games record | Asian Indoor and Martial Arts Games record | Asian Indoor and Martial Arts Games record | Asian Indoor and Martial Arts Games record | Asian Indoor and Martial Arts Games record | Asian Indoor and Martial Arts Games record |
| Édition                                    | Tour                                       | J                                          | V                                          | N*                                         | D                                          | Bp                                         | Bc                                         | Diff                                       | Pts                                        |
| ------------------------------------------ | ------------------------------------------ | ------------------------------------------ | ------------------------------------------ | ------------------------------------------ | ------------------------------------------ | ------------------------------------------ | ------------------------------------------ | ------------------------------------------ | ------------------------------------------ |
| 2005*                                      | Champion                                   | 5                                          | 5                                          | 0                                          | 0                                          | 41                                         | 3                                          | +38                                        | 15                                         |
| 2007*                                      | Champion                                   | 7                                          | 7                                          | 0                                          | 0                                          | 73                                         | 12                                         | +61                                        | 21                                         |
| 2009*                                      | Champion                                   | 5                                          | 4                                          | 1                                          | 0                                          | 64                                         | 7                                          | +57                                        | 13                                         |
| 2013                                       | Champion                                   | 5                                          | 5                                          | 0                                          | 0                                          | 43                                         | 9                                          | +34                                        | 15                                         |
| 2017                                       | Champion                                   | 6                                          | 6                                          | 0                                          | 0                                          | 58                                         | 11                                         | +47                                        | 18                                         |
| Total                                      | 5/5                                        | 28                                         | 27                                         | 1                                          | 0                                          | 279                                        | 42                                         | +237                                       | 82                                         |

*L'Iran envoie son équipe U23 pour cette compétition.

#### Grand Prix de futsal
| Grand Prix de futsal | Grand Prix de futsal | Grand Prix de futsal | Grand Prix de futsal | Grand Prix de futsal | Grand Prix de futsal | Grand Prix de futsal | Grand Prix de futsal | Grand Prix de futsal | Grand Prix de futsal |
| Édition              | Tour                 | J                    | V                    | N*                   | D                    | Bp                   | Bc                   | Diff                 | Pts                  |
| -------------------- | -------------------- | -------------------- | -------------------- | -------------------- | -------------------- | -------------------- | -------------------- | -------------------- | -------------------- |
| 2005                 | Non participant      | Non participant      | Non participant      | Non participant      | Non participant      | Non participant      | Non participant      | Non participant      | Non participant      |
| 2006                 | Non participant      | Non participant      | Non participant      | Non participant      | Non participant      | Non participant      | Non participant      | Non participant      | Non participant      |
| 2007                 | Finaliste            | 6                    | 4                    | 0                    | 2                    | 19                   | 17                   | +2                   | 12                   |
| 2008                 | Non participant      | Non participant      | Non participant      | Non participant      | Non participant      | Non participant      | Non participant      | Non participant      | Non participant      |
| 2009                 | Finaliste            | 6                    | 4                    | 1                    | 1                    | 26                   | 22                   | +4                   | 13                   |
| 2010                 | 4e place             | 6                    | 3                    | 1                    | 2                    | 24                   | 15                   | +9                   | 10                   |
| 2011                 | 4e place             | 6                    | 4                    | 0                    | 2                    | 22                   | 13                   | +9                   | 12                   |
| 2013                 | 3e place             | 5                    | 2                    | 1                    | 2                    | 15                   | 16                   | -1                   | 7                    |
| 2014                 | 3e place             | 4                    | 3                    | 0                    | 1                    | 25                   | 11                   | +14                  | 9                    |
| 2015                 | Finaliste            | 5                    | 4                    | 0                    | 1                    | 23                   | 8                    | +15                  | 12                   |
| 2018                 | Non participant      | Non participant      | Non participant      | Non participant      | Non participant      | Non participant      | Non participant      | Non participant      | Non participant      |
| Total                | 7/11                 | 38                   | 24                   | 3                    | 11                   | 154                  | 102                  | +52                  | 75                   |

#### Coupe des confédérations
| Coupe des confédérations de futsal | Coupe des confédérations de futsal | Coupe des confédérations de futsal | Coupe des confédérations de futsal | Coupe des confédérations de futsal | Coupe des confédérations de futsal | Coupe des confédérations de futsal | Coupe des confédérations de futsal | Coupe des confédérations de futsal | Coupe des confédérations de futsal |
| Édition                            | Tour                               | J                                  | V                                  | N*                                 | D                                  | Bp                                 | Bc                                 | Diff                               |                                    |
| ---------------------------------- | ---------------------------------- | ---------------------------------- | ---------------------------------- | ---------------------------------- | ---------------------------------- | ---------------------------------- | ---------------------------------- | ---------------------------------- | ---------------------------------- |
| 2009                               | Champion                           | 4                                  | 4                                  | 0                                  | 0                                  | 15                                 | 4                                  | +11                                |                                    |
| 2013                               | Non participant                    | Non participant                    | Non participant                    | Non participant                    | Non participant                    | Non participant                    | Non participant                    | Non participant                    |                                    |
| 2014                               | Non participant                    | Non participant                    | Non participant                    | Non participant                    | Non participant                    | Non participant                    | Non participant                    | Non participant                    |                                    |
| Total                              | 1/3                                | 4                                  | 4                                  | 0                                  | 0                                  | 15                                 | 4                                  | +11                                |                                    |

#### Championnat d'Asie de l'Ouest
| Championnat d'Asie de l'Ouest de futsal | Championnat d'Asie de l'Ouest de futsal | Championnat d'Asie de l'Ouest de futsal | Championnat d'Asie de l'Ouest de futsal | Championnat d'Asie de l'Ouest de futsal | Championnat d'Asie de l'Ouest de futsal | Championnat d'Asie de l'Ouest de futsal | Championnat d'Asie de l'Ouest de futsal | Championnat d'Asie de l'Ouest de futsal | Championnat d'Asie de l'Ouest de futsal |
| Édition                                 | Tour                                    | J                                       | V                                       | N*                                      | D                                       | Bp                                      | Bc                                      | Diff                                    | Pts                                     |
| --------------------------------------- | --------------------------------------- | --------------------------------------- | --------------------------------------- | --------------------------------------- | --------------------------------------- | --------------------------------------- | --------------------------------------- | --------------------------------------- | --------------------------------------- |
| 2007                                    | Champion*                               | 3                                       | 3                                       | 0                                       | 0                                       | 21                                      | 4                                       | +17                                     | 9                                       |
| 2009                                    | Non participant                         | Non participant                         | Non participant                         | Non participant                         | Non participant                         | Non participant                         | Non participant                         | Non participant                         | Non participant                         |
| 2012                                    | Champion                                | 4                                       | 4                                       | 0                                       | 0                                       | 40                                      | 6                                       | +34                                     | 12                                      |
| Total                                   | 2/3                                     | 7                                       | 7                                       | 0                                       | 0                                       | 61                                      | 10                                      | +51                                     | 21                                      |

*L'Iran envoie son équipe U23 pour cette compétition.

## Salle

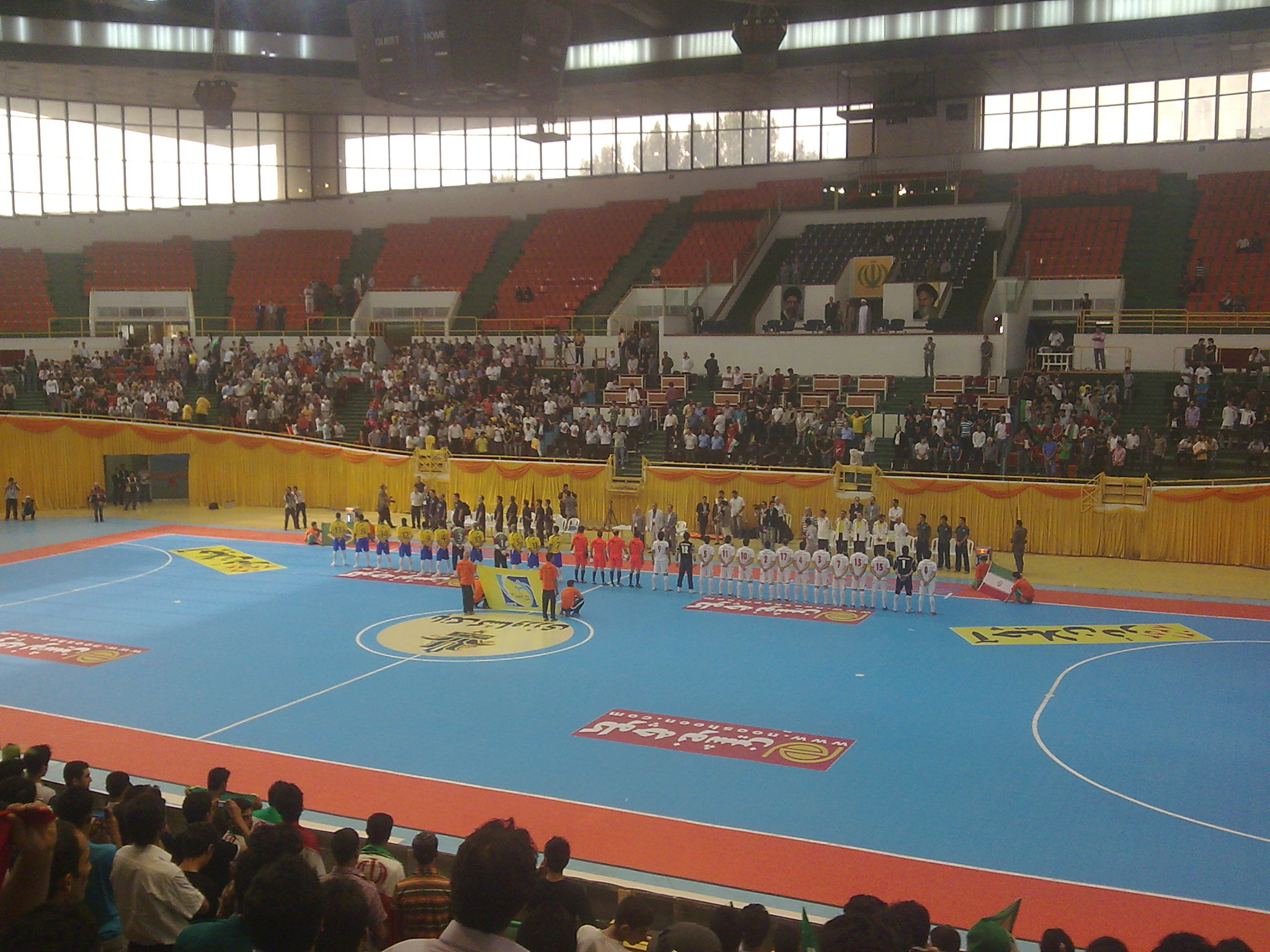
L'Iran accueillant le Brésil en 2009.

L'équipe d'Iran évolue principalement à domicile à l'Azadi Indoor Stadium, pouvant accueillir 12 000 spectateurs.

## Personnalités

### Sélectionneurs

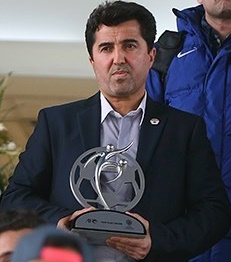
Mohammad Nazemosharie en 2016.

Mohammad Nazemasharieh est un footballeur professionnel qui défend les couleurs de son pays en équipe nationale U20 avant de s’orienter vers le futsal. Il entraîne la sélection lors des Coupes du monde 2016 et 2021.

### Joueurs emblématiques
- Mehdi Abtahi
- Siamak Dadashi
- Mohsen Garousi
- Behzad Gholampour
- Mohammad Reza Heidarian
- Babak Masoumi
- Reza Nasseri
- Mostafa Nazari
- Saeid Rajabi
- Vahid Shamsaei
- Sadegh Varmazyar

### Effectif actuel
Sélection iranienne pour le Championnat d'Asie de futsal 2018 joué du 1er au 11 février 2018.